# 紀元前34世紀

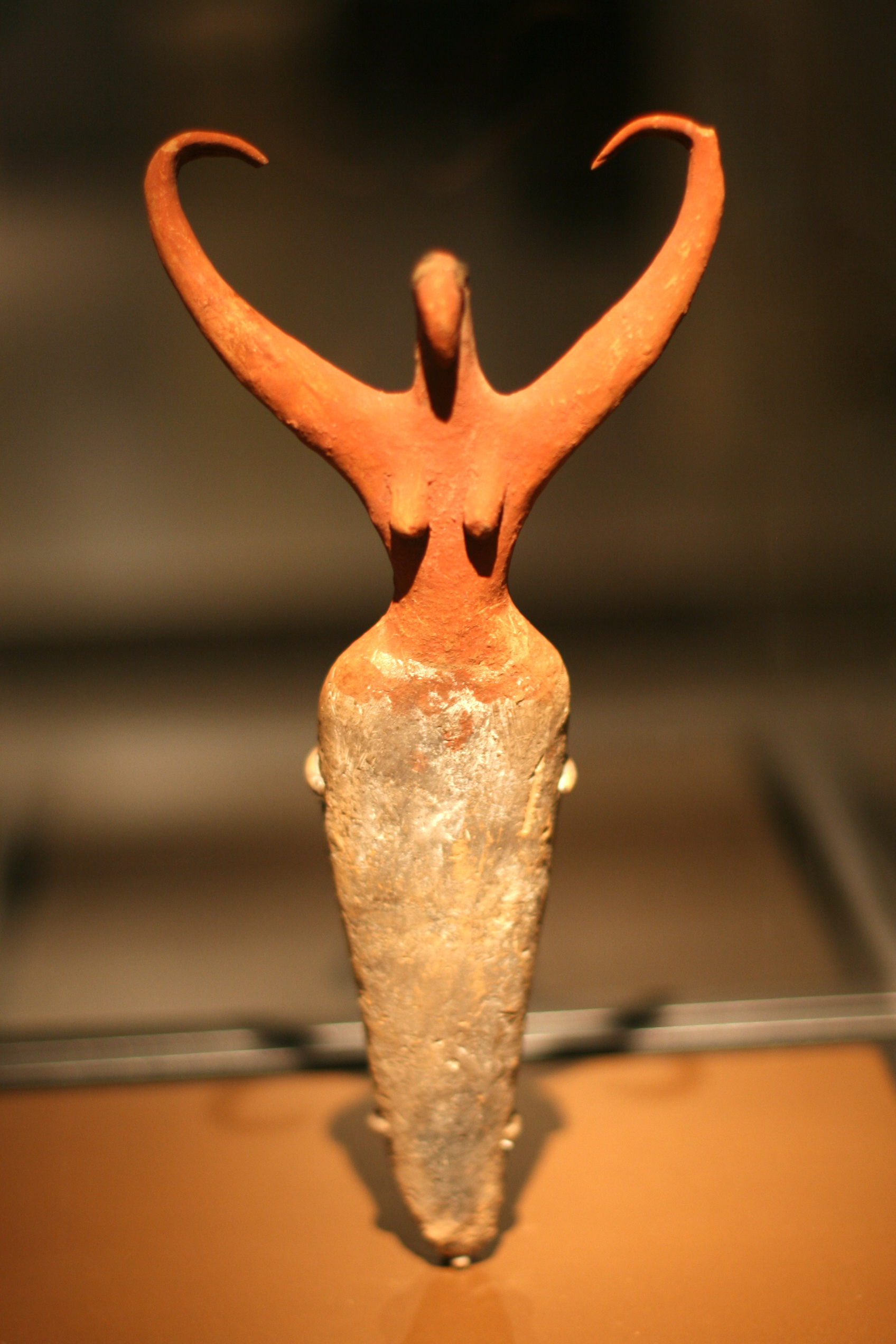
「鳥の女性像（Bird Lady）」。この像はエジプト先王朝時代ナカダⅡ期を代表する女性像でブルックリン美術館に所蔵されている。

紀元前34世紀（きげんぜんさんじゅうよんせいき）は、西暦による紀元前3400年から紀元前3301年までの100年間を指す世紀。

## 出来事
- 紀元前3400年頃
  - シュメールの寺院で円筒印章が作られた。
  - エジプトではナカダII期。
  - 西はエルベ川西岸から東はドニプロ川中流域まで球状アンフォラ文化が拡がる（ - 紀元前2800年頃）。
  - カフカス地方ではクラ・アラクセス文化（英語版）が展開（ - 紀元前2000年頃）。

## 主な人物
- 紀元前3400年頃 - 先王朝時代のエジプト人男性「ジンジャー」が死去。
  - 上エジプトのテーベ近郊ゲベレインで埋葬され「ゲベレインのミイラ（英語版）」（大英博物館蔵）となった。
- 紀元前3322年 - 伝説上の中国の王伏羲が生まれた。
- 紀元前3300年頃 - アイスマンが生きた。